# Medium Mark A

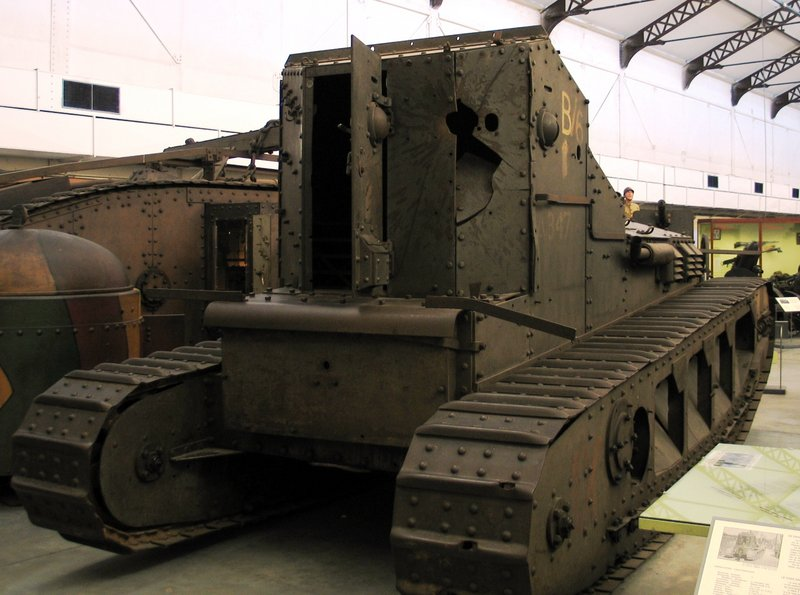
A Whippet hátulról

A  Medium Mark A Whippet az első világháború brit közepes harckocsija volt. A konstrukció azzal a céllal készült, hogy relatíve jó mozgékonyságával kihasználja az angol nehéz páncélosok áttöréseit az ellensége frontvonalakon. A harckocsit 3 fő irányította, fegyverzetét pedig 4 darab 7,62 mm-es Hotchkiss géppuska alkotta. A test végében emelt toronyszeru építményben a géppuskák kezelői foglaltak helyet. A torony nem volt forgatható, a 4 db géppuska előrehátra
és oldalirányokban csuklósan volt elmozgatható.
Ez az első olyan harckocsi, melynek irányításához és üzemeltetéséhez egy fő is elegendő volt. A másik két katona a torony géppuskáit kezelte.
1916 decemberében tervezte Tritton Chaser.
A Whippet képezte az alapját a német LK-II fejlesztésének 1918-ban, a háború alatt az eredetiből is több példányt elfogtak és üzemeltettek.

## Egyéb adatok
- Mászóképesség: 40°
- Gázlóképesség: 0,9 m
- Lépcsőmászó képesség: 0,8 m
- Hasmagasság: 0,56 m
- Üzemanyagtartály: 320 l